# African Independent Congress
Der African Independent Congress (AIC; deutsch etwa: „Afrikanischer unabhängiger Kongress“) ist eine Partei in Südafrika.

## Geschichte
Der AIC wurde am 12. Dezember 2005 in Matatiele gegründet. Auslöser war ein Protest gegen die Änderung der Provinzgrenzen von KwaZulu-Natal und Ostkap, durch die die Matatiele Local Municipality zum Ostkap kam. Erster Vorsitzender wurde Mandla Galo, der zuvor dem African National Congress (ANC) angehört hatte.
Bei den Kommunalwahlen 2006 erhielt der AIC in der Matatiele Local Municipality zehn Sitze. 2009 erhielt er erstmals einen Sitz in der Provincial Legislature des Ostkaps; 2011 gewann er bei den Kommunalwahlen Sitze in sieben Local Municipalities im Ostkap und in KwaZulu-Natal. In der Matatiele Local Municipality erzielte er 13 Prozent der Stimmen.
Bei den nationalen Wahlen 2014 erhielt der AIC mit über 97.000 Stimmen (0,53 %) erstmals drei der 400 Sitze in der Nationalversammlung. In den Provinzen Ost- und Westkap, in denen er zu den Wahlen der Provincial Legislature angetreten war, erhielt er lediglich knapp 23.000 Stimmen. Analysten führten dies darauf zurück, dass der AIC dem ANC zugedachte Stimmen erhielt, da er auf dem landesweit verwendeten Wahlzettel oberhalb des ANC aufgeführt war und die dort abgebildeten Parteifarben sowie die Parteinamen sich ähnelten. Der AIC bestritt dies. Der African Independent Congress verteidigte bei diesen Wahlen seinen Sitz in der Provincial Legislature des Ostkaps.
Bei den landesweiten Kommunalwahlen 2016 erhielt der AIC 0,98 % und wurde damit fünftstärkste Partei. Die Partei nutzte ihre Mandate, um Kandidaten des ANC zu unterstützen und im Gegenzug die Revision der Provinzzugehörigkeit der Matatiele Local Municipality in die Wege zu leiten. Bei den Wahlen zur Nationalversammlung 2019 verlor der AIC auf nur noch 0,28 % der Stimmen und zwei Mandate. Er büßte auch seinen Sitz in der Provincial Legislature des Ostkaps ein.

## Programm und Organisation
Der AIC steht in Opposition zum regierenden ANC, dem er vorwirft, die Interessen vieler Bürger zu vernachlässigen. Der AIC unterstützt ein Referendum zur Abschaffung des Civil Union Act No. 17 of 2006 an, der gleichgeschlechtliche Ehen erlaubt, da diese der „afrikanischen Kultur“ zuwiderliefen.
Der Sitz des AIC ist Matatiele. Vorsitzender ist Mandla Galo. Die Parteifarben sind schwarz, gelb, grün und weiß.